# Łuczszyje piesni (album Nikołaja Noskowa 2008)
Łuczszyje piesni (ros. Лучшие песни, pol. Najlepsze pieśni) – kompilacja rosyjskiego muzyka Nikołaja Noskowa. Została wydana w 2008 roku.

## Lista utworów
Opracowano na podstawie materiału źródłowego
1. Я не модный („Ja nie modnyj”)
2. Стёкла И Бетон („Stiokła i bieton”)
3. „Это здорово” („Eto zdorowo”)
4. „Доброй ночи” („Dobroj noczi”)
5. Я тебя люблю („Ja tiebia lublu”)
6. „Фенечка” (Fienieczka)
7. „Иду ко дну” (Idu ko dnu)
8. „Снег” („Snieg”)
9. „По пояс в небе” (Po pojas w niebie)
10. Паранойя („Paranojia”)
11. Сердца крик („Sierdca krik”)
12. „Я Тебя Прошу” („Ja tiebia proszu”)
13. „Романс” („Romans”)
14. „Зимняя ночь” („Zimniaja nocz”)
15. Белая Ночь („Biełaja nocz”)
16. Блажь („Błaż”)
17. „Исповедь” („Ispowiedʹ”)
18. „А на меньшее я не согласен” (A na mienʹszeje ja nie sogłasien)